# رايموندو جوزيف بينيا
رايموندو جوزيف بينيا (بالإنجليزية: Raymundo Joseph Peña)‏ هو كاهن كاثوليكي أمريكي، ولد في 19 فبراير 1934 في كوربوس كريستي في الولايات المتحدة.